# Das Leben des Protopopen Awwakum
Das Leben des Protopopen Awwakum, in der Transliteration Žitie protopopa Avvakuma, (kyrillisch житие протопопа Аввакума) ist der Titel einer Autohagiographie aus dem Moskauer Reich des 17. Jahrhunderts. Der in  Altkirchenslawisch verfasste Text ist eines der bedeutendsten Werke der späten altrussischen Literatur.

## Inhalt
Awwakum schildert sein Leben in chronologischer Abfolge. In Novgorod geboren wächst er als Sohn eines Priesters und einer Nonne auf. Durch den frühen Tod des Vaters verliert die Familie ihr Zuhause und lebt fortan in Armut. Durch frommes Beten und Fasten kann Awwakum das Schicksal zum Besseren wenden. Er heiratet ein tugendhaftes Mädchen aus dem Dorf und empfängt mit 23 Jahren die Priesterweihe. Im geistlichen Amt widersteht er unzähligen Versuchungen und kann alle Hindernisse überwinden, bis der Metropolit Nikon zum Patriarchen ernannt wird und die orthodoxe Kirche von Grund auf reformiert. Avvakum fühlt, dass er im göttlichen Auftrag verpflichtet ist, die Reformen zu unterbinden. Seine Weigerung, die Neuerungen anzuerkennen, führt zu mehrfachen Verhaftungen und Verbannungen, als letztes mit Frau und Kinder nach Sibirien, aus der er erst nach Nikons Rückzug zurückkehren darf. Auch unter dem neuen Patriarchen kann Avvakum den alten Glauben nicht mehr retten. Zusammen mit anderen Anhängern des alten Glaubens wird er erneut verhaftet und stirbt den Märtyrertod auf dem Scheiterhaufen.

## Heutige Relevanz
Als Dokumentation der innerkirchlichen Konflikte war Avvakums Autohagiographie über 200 Jahre in den Kirchenarchiven verborgen. Erst 1861 konnte eine Abschrift des 19. Jahrhunderts veröffentlicht werden. Ein sensationelles Merkmal des geistlichen Textes war die Mischung des Kirchenslawischen mit volkssprachlichen Elementen. Avvakums Autohagiographie beeinflusste die russische Literatur bis ins 19. Jahrhundert.

## Avvakum – eine Hagiographie?
Trotz der formellen Parallelen zur Hagiographie kann Das Leben des Protopopen Avvakum nicht als Gattungsbeispiel einer klassischen Hagiographie gesehen werden. Als Verfasser der ersten Autohagiographie der russischen Literatur verletzt Avvakum das Prinzip des Autortums der Hagiographie, indem er über sich selbst schreibt. Zudem bricht er mit der Thematisierung kirchlicher Konflikte ein Tabu der orthodoxen Literatur.

## Historischer Hintergrund
Der Patriarch Nikon setzte im 17. Jahrhundert gegen den Widerstand unzähliger Gläubiger die Reformierung des orthodoxen Glauben durch. Eine Reform waren die sogenannten „Bücherkorrekturen“ der bisher handschriftlich übertragenen heiligen Schriften. Übersetzungs- und Abschreibfehler sollten ausgebessert werden und in neuer gedruckter Form gesammelt werden. Die Veränderung jahrhundertealter Werke war im ostorthodoxen Schriftverständnis ein Frevel, war im altrussischen Literaturverständnis durch handschriftlichen Abschreiben und Lesen von Originaltexten doch eine Verbindung zu Gott zu erlangen. Weitere Reformen betrafen zeremonielle Traditionen, wie das Drei-Finger-Kreuz für die Trinität, statt des Zwei-Finger-Kreuzes für die zwei Naturen Christus oder die Schreibweise Iisus (Iисусъ) für Jesus, statt der alten Schreibweise Isus (Iсусъ).
Avvakum war der Kopf der Gläubigen, die sich gegen jene Reformen stellten und sich später auch gegen andere gesellschaftliche Missstände wie die Leibeigenschaft aussprachen. Aus dem Bruch zwischen Gegnern der Reformen und Befürwortern gingen in der Kirchenspaltung Raskol, die Linie der Altgläubigen hervor, die bis heute in weiten Teilen Russlands vertreten sind.

## Ausgabe
- Das Leben des Protopopen Avvakum von ihm selbst niedergeschrieben. Übersetzt aus dem Altrussischen von Gerhard Hildebrandt. Vandenhoeck & Ruprecht, Göttingen 1965